# Esteve Tusquets i Maignon
Esteve Tusquets i Maignon   (Barcelona, 1831 - Barcelona, 7 de novembre de 1876) fou un compositor i músic català.

## Biografia
Fou fill d'Antoni Tusquets i Comaduran i de Joana Maignon i Duran, ambdós de Barcelona. Fou germà del pintor impressionista Ramon Tusquets i Maignon.
En la seva joventut es dedicà al comerç de Banca, en l'establiment que posseïa el seu pare a Barcelona. La seva passió i aptitud pels estudis musicals el portaren fer-se deixeble Andreví, amb el que aprengué les primeres lliçons vers la tècnica de composició musical. Aprengué el piano sense mestre, arribant a ser un notable concertista.
Va compondre diverses serenates, romances, balls, cors, dues sarsueles, un Stabat Mater i una missa de Rèquiem. Algunes d'aquestes obres es publicaren i altres romanen inèdites. La seva modèstia exemplar feu que el seu nom no es divulgués fora de la seva ciutat natal, on fou sempre considerat com un verdader mestre compositor d'inspiració extraordinària.